# 미츠 맹그로브
미츠 맹그로브(Mitz Mangrove, 1975년 4월 10일 ~ )는 일본의 드래그 퀸, 배우이다. 일본의 대표적인 여장인이라고 불린다. 본명은 도쿠미쓰 슈헤이(일본어: 徳光 修平)라고 불린다. 소니 뮤직 아티스트 주식회사 소속 아티스트이다.
일본 가나가와현 요코하마시 미도리구에서 태어났다. 초, 중학교는 영국 런던에서 나왔으며 고등학교는 게이오기주쿠 고등학교를 졸업했다. 이후 일본 내 여러 방송에 텔런트로 출연하고 있으며, "미츠 맹그라체"(Mitz Mangrazie)라는 이름으로 가수 데뷔를 하며 활동하기도 하였다.

## 같이 보기
- 마츠코 디럭스